# Liste des conseillers aux États du canton de Neuchâtel
Cette page liste les représentants du canton de Neuchâtel au Conseil des États depuis la création de l'État fédéral en 1848.

## Abréviations des partis
- PLR : Parti libéral-radical
- PLS : Parti libéral suisse
- PRD : Parti radical-démocratique
- PSS : Parti socialiste suisse
- PES : Les Verts

Autres tendances et mouvements politiques:
- CL: Centre libéral
- GL: Gauche libérale

## Liste
| Nom                      | Parti/Groupe | Mandat                        | Naissance | Décès |
| ------------------------ | ------------ | ----------------------------- | --------- | ----- |
| Jean-François Aubert     | PLS          | 1979–1987                     | 1931      |       |
| Pierre Aubert            | PSS          | 1971–1977                     | 1927      | 2016  |
| Jean-Louis Barrelet      | PRD          | 1945–1969                     | 1902      | 1976  |
| Philippe Bauer           | PLR          | 2019–                         | 1962      |       |
| Ernest Béguin            | PRD          | 1921–1942                     | 1879      | 1966  |
| Thierry Béguin           | PRD          | 1987–1999                     | 1947      |       |
| Didier Berberat          | PSS          | 2009–2019                     | 1956      |       |
| Michèle Berger           | PRD          | 1999–2003                     | 1944      |       |
| Fritz Berthoud           | GL           | 1871–1872                     | 1812      | 1890  |
| Jean-Édouard Berthoud    | PRD          | 1883–1889 1896–1908           | 1846      | 1916  |
| Pierre Bonhôte           | PSS          | 2005–2007                     | 1965      | 2016  |
| Eugène Borel             | GL           | 1865–1872                     | 1835      | 1892  |
| Louis Brandt             | GL           | 1863–1864                     | 1800      | 1866  |
| Didier Burkhalter        | PRD          | 2007–2009                     | 1960      |       |
| Jean Cavadini            | PLS          | 1987–1999                     | 1936      | 2013  |
| Aimé Challandes          | GL           | 1853–1854                     | 1801      | 1881  |
| Blaise Clerc             | PLS          | 1963–1971                     | 1911      | 2001  |
| Raphaël Comte            | PLR          | 2010–2019                     | 1979      |       |
| Auguste Cornaz           | GL           | 1867–1868 1876–1893           | 1834      | 1896  |
| Marcel de Coulon         | PLS          | 1934–1945                     | 1882      | 1945  |
| Sydney de Coulon         | PLS          | 1949–1963                     | 1889      | 1976  |
| Louis Denzler            | GL           | 1856–1857 1860–1865           | 1806      | 1880  |
| Édouard Desor            | GL           | 1866–1867 1868–1869           | 1811      | 1882  |
| Numa Droz                | GL           | 1872–1875                     | 1844      | 1899  |
| Fritz Henry Eymann       | PSS          | 1945–1949                     | 1880      | 1849  |
| Jules Grandjean          | GL           | 1869–1871                     | 1828      | 1889  |
| Carlos Grosjean          | PRD          | 1969–1979                     | 1929      | 2004  |
| Aimé Humbert-Droz        | GL           | 1854–1856 1857–1862 1865–1866 | 1819      | 1900  |
| Henri-Pierre Jacottet    | CL           | 1864–1865                     | 1828      | 1873  |
| Charles Louis Jeanrenaud | GL           | 1848–1854                     | 1798      | 1868  |
| Marcelin Jeanrenaud      | GL           | 1872–1874                     | 1811      | 1885  |
| Auguste Lambelet         | GL           | 1855–1856                     | 1819      | 1859  |
| Ariste Lequereux         | GL           | 1862–1863                     | 1820      | 1883  |
| Auguste Leuba            | GL           | 1880–1881                     | 1846      | 1884  |
| Louis-Alexandre Martin   | GL           | 1881–1883                     | 1838      | 1913  |
| Pierre de Meuron         | PLS          | 1916–1934                     | 1863      | 1952  |
| René Meylan              | PSS          | 1978–1987                     | 1929      | 2000  |
| Frédéric Monnier         | GL           | 1893–1896                     | 1847      | 1931  |
| Henri Morel              | GL           | 1876–1880                     | 1838      | 1912  |
| Gisèle Ory               | PSS          | 2003–2009                     | 1956      |       |
| Gonzalve Petitpierre     | GL           | 1848–1853                     | 1805      | 1870  |
| Max Petitpierre          | PRD          | 1942–1944                     | 1899      | 1994  |
| Auguste Pettavel         | PRD          | 1908–1921                     | 1845      | 1921  |
| Jules Philippin          | GL           | 1856–1860                     | 1818      | 1882  |
| Arnold Robert-Tissot     | PRD          | 1889–1913                     | 1846      | 1925  |
| Paul Robert-Tissot       | PLS          | 1913–1916                     | 1863      | 1940  |
| Frédéric Soguel          | GL           | 1875–1876                     | 1841      | 1903  |
| Jean Studer              | PSS          | 1999–2005                     | 1957      |       |
| Céline Vara              | PES          | 2019–                         | 1984      |       |
| Frédéric Verdan          | GL           | 1854–1855                     | 1798      | 1861  |
| Gustave Virchaux         | GL           | 1874–1875                     | 1834      | 1906  |